# Cuatro piezas para clarinete y piano
Las cuatro piezas para clarinete y piano, Vier Stücke, opus 5, del compositor austríaco Alban Berg, fueron compuestas en 1913, el mismo año de composición de sus Altenberg-Lieder, opus 4. No obstante su estreno se demoró hasta el 17 de octubre de 1919, una vez transcurrida la Primera Guerra Mundial.

## Introducción
“¡Mi música debe ser breve, sucinta! […] En dos notas: ¡no construcción, sino expresión! [La música] debe ser la expresión de una sensación, tan real como la sensación que nos lleva al contacto con nuestro subconsciente, y no al intercambio de la sensibilidad y la lógica consciente”
Inspiradas en las Sechs kleine Klavierstücke, opus 19 de Arnold Schoenberg, Berg compone estas piezas breves en 1913. El 31 de marzo de ese mismo año se estrenan los Orchesterlieder nach Ansichtskartentexten von Peter Altenberg, opus 4, causando un gran escándalo que terminó en diversos tumultos y pleitos judiciales. Es éste uno de los presuntos motivos por los cuales las cuatro piezas tuvieron que esperar hasta el 17 de octubre de 1919 para ser estrenadas, durante un concierto de la Verein für Musikalische Privataufführungen (Sociedad para Actuaciones Musicales Privadas) por el clarinetista de la Wiener Volksoper Franz Prem y el pianista Eduard Steuermann.
Las piezas fueron interpretadas posteriormente durante los años 1920 y 1921, incluyendo entre otros el concierto organizado en París en homenaje al compositor Maurice Ravel del 23 de octubre de 1920. Se publicaron durante ese mismo mes de octubre de 1920 por la editorial Waldheim-Eberle, junto con su Cuarteto de cuerda, opus 3, tras una comanda de doscientas copias que Alban Berg encargó a la editorial en junio de ese mismo año y consiguió pagar “vendiendo algunas antigüedades de su casa.” Finalmente fueron adquiridas en 1924 por Universal Edition como resultado directo del éxito cosechado por su Cuarteto de cuerda, opus 3, en el Festival de Música de Cámara de Salzburgo de la Sociedad Internacional para la Música Contemporánea, a finales de 1923. Asimismo, el éxito del estreno de su opera Wozzeck en 1925 contribuyó a incrementar la visibilidad y la positiva recepción de las piezas.
Según Theodor W. Adorno, es la obra con más notoria influencia del compositor Arnold Schoenberg, a quien Berg dedicó uno de sus facsímiles como regalo de aniversario. “Estrictamente ‘atonales’, brillan por su ausencia los complejos tonales que se encuentran en el resto de las obras de Berg; sólo algún acorde de sexta aislado, un acorde desmedido o alguna escala de tonos enteros, recuerdan el pasado, pero nada más".

## Estructura
“Carentes de ningún tema, estas piezas es una música hecha de nada. Cada una de ellas no dura más que un instante, como el opus 19 de Schoenberg, y el opus 11 de Webern”
El mismo Adorno desarrolla un análisis formal de las cuatro piezas, que define como “completamente libres, y ejecutando la idea de prosa del último Lied de Mombert .”
Consta de cuatro movimientos, dice Adorno, como en la forma sonata, aunque de modo rudimentario y disminuido. La primera pieza, que representa un allegro, comienza con una breve y ligera melodía de clarinete que dura dos compases. Pero ya su consecuente (d) es un resto, el motivo inicial (a), variado por medio de un aumento de intervalos; su ritmo, con la corchea prolongada, es al mismo tiempo el resto rítmico del motivo (c). La mano derecha del piano contesta a la melodía del clarinete con un tercer motivo. Su entrada, en semicorcheas, es nueva y por lo tanto el clarinete la imita inmediatamente y la usa como resto […] Por medio de tan ricas y múltiples relaciones el comienzo se encuentra tan articulado que provoca la sensación de ser a su vez una elaboración.
La segunda pieza, que corresponde a un adagio, procede de la idea de las terceras mayores en ostinato del opus 19 de Schoenberg. Estos acordes del segundo compás son ejemplares para entender la armonía de Berg, debido a la particularidad de su espressivo.
Es un espressivo, dice Adorno, "no del recuerdo, sino de la espera, no del ensimismamiento, sino de la amenaza: en resumen, el estilo dramático de Berg se encuentra ya dispuesto microscópicamente en las células de su armonía".
La tercera pieza del ciclo es un scherzo en miniatura, claramente estructurado. Un antecedente muy plástico que concluye con dos acordes y un consecuente susurrante que inmaterializa el antecedente y lo torna estático por medio de acordes sostenidos. La parte central, un genuino trío, constituye el único contraste fuerte dentro de las piezas, pero, en contrapartida, ella es densa y sin contrastes durante cuatro compases, cerrada en sí misma, fuera de todo tiempo; su sentido formal anticipa el de los giros en retrogradación que vendrán más tarde. La reexposición del scherzo se abrevia al máximo y los motivos sólo se insinúan […] Finalmente todo se apaga como una luz.
La última pieza podría ser la base del adagio apassionato de la Suite Lírica del propio Berg. Se trata del empleo del principio de desarrollo integral en el tipo del rondó. El ‘tema’ se construye por medio de un acorde sostenido a lo largo de cuatro compases, con el mismo ritmo sincopado, y un contracanto cromático del clarinete: una vez más no existe tema. […] Retoma después los acordes del inicio a modo de reexposición de rondó […] finalmente, en el compás 17 se concluye con un efecto de percusión que estalla de manera semejante al final del último Lied de Mombert. La coda, un acorde armónico del piano, interpretable como reexposición y como disolución final del acorde temático; por encima de ello, un recitativo de clarinete y la libre inversión del inicio, aún no elaborado, del primer pasaje de clarinete en el compás 5. La energía armónica y fuera del tiempo de esta pieza ha roto los diques y la forma: una voz inspirada los recuerda con tristeza.